# RONDENION
Rondenion（ロンデニオン）は、日本の音楽プロデューサー、DJ。

## 概要
ブラックルーツ・ミュージックを取り込んだファンクなダンスビートを特徴とする。
若い頃にサクソフォーンをプレイしていたが、シンセサイザーとの出会いにより、デトロイト・テクノやシカゴ・ハウスに影響を受ける。2000年にフロッグマンレコーズからHirofumi Goto名義でデビュー。後に名をRondenionと改めStill MusicやRush Hour Recordingsという黒いダンス・ミュージック関連のレーベルから作品をリリース。2009年に発表した『Love Boud EP』はRush Hourセールスチャートのトップとなった。2011年には自身のレーベルRagrange Recordsを立ち上げる。

## ディスコグラフィー
- Blue Rhodes Dances (Still Music 2005)
- Tokyo Story (Still Music 2006)
- Precious Time EP (Parker MusicWorks 2008)
- Tokyo Deep! (Aesthetic Audio 2008)
- Love Bound EP (Rush Hour Recordings 2009)
- Dark Adaption EP (Rush Hour Recordings 2009)
- Beginning Of The Ring EP (Bosconi Extra Virgin 2010)
- Night Breeze (Ragrange Records 2011)
- Foots (Ragrange Records 2011)
- Volare (Faces Records 2012)
- Montage EP (Faces Records 2012)